# José Cerveró
José Cerveró San Braulio (Real de Montroi, Valencia, 3 de septiembre de 1949-Valencia, 17 de julio de 2024) fue un futbolista español que se desempeñaba como lateral derecho

## Clubes
| Club                    | País   | Año       |
| ----------------------- | ------ | --------- |
| Valencia C. F. Mestalla | España | 1972-1973 |
| Valencia C. F.          | España | 1973-1983 |